# Preacher X
Preacher X är Sveriges största artist när det gäller horrorcore. Tillsammans med Desecrated Production har han haft framgångar i Sverige såväl som utomlands.
Preacher X' riktiga namn är Christofer Swahn, han började göra musik 2002.
Tillsammans med tre amerikanska horrorcoreartister (Scum, Sicktanick och Ressurrector) bildar Preacher X gruppen 4 Horsemen. Gruppen har bland annat släppt albumet Unholy Ressurrection. Albumet släpptes i Ressurrectors ära efter att han ådragit sig en hjärnblödning.